# Bhāskara II
Bhāskara, chiamato anche Bhāskaràcārya (lett. "Bhāskara il maestro") e Bhāskara II per evitare confusione con Bhāskara I (Bijjada Bida, 1114 – 1185), è stato un astronomo e matematico indiano.

## Biografia
Nacque vicino a Bijjada Bida nel distretto di Bijapur, Karnataka, nel sud dell'India, e divenne il capo dell'osservatorio astronomico a Ujjain, continuando la tradizione matematica di Varāhamihira e di Brahmagupta. In un certo qual modo, Bhāskara rappresenta il culmine della conoscenza matematica e astronomica del XII secolo in ambito mondiale. Le sue opere principali furono: Lilavati (che tratta dell'aritmetica), il Bijaganita (Algebra) e il Siddhanta Shiromani (scritto nel 1150) costituito da due parti: Goladhyaya (la sfera) e Grahaganita (la matematica dei pianeti).

## Leggende
Il Lilavati, il suo libro sull'aritmetica, è la fonte di interessanti leggende secondo le quali fu scritto per la figlia Lilavati. In una di queste storie, che si trova in una traduzione persiana  del Lilavati, Bhāskara studiò l'oroscopo di Lilavati e previde che suo marito sarebbe morto subito dopo il matrimonio, se questo non avesse avuto luogo in un momento particolare. Per impedire tale disgrazia, collocò una tazza con un piccolo foro sul fondo di un recipiente pieno d'acqua e fece in modo che la tazza affondasse all'inizio dell'ora propizia per il matrimonio. Mise il congegno in una stanza avvertendo Lilavati di non avvicinarsi. Spinta dalla curiosità, però, lei entrò per guardare il congegno, ma una perla dell'anello che portava al naso vi cadde dentro accidentalmente rovinandolo. Il matrimonio ebbe luogo nel momento sbagliato e lei divenne ben presto vedova. Si dice che Bhāskara le insegnò la matematica per consolarla del suo dolore e che scrisse il libro per lei.

## Matematica
Alcuni dei contributi di Bhāskara alla matematica includono i seguenti punti:
- Una dimostrazione del teorema di Pitagora, fatta calcolando la stessa area  in due modi diversi e poi cancellando i termini per ottenere a2 + b2 = c2.
- Dimostrò che ogni quantità divisa per zero è infinito e aggiunse che infinito diviso da quantità rimane infinito.
- Nel Lilavati, le soluzioni delle equazioni indeterminate quadratiche, cubiche, quartiche.
- Le soluzioni delle equazioni quadratiche indeterminate (del tipo ax2 + b = y2).
- Le soluzioni intere delle equazioni indeterminate lineari e quadratiche (Kuttaka). Le regole che dà sono (in effetti) identiche a quelle date dai matematici rinascimentali europei del XVII secolo.
- Il metodo chakravala, di tipo ciclico, per risolvere le equazioni indeterminate della forma ax2 + bx + c = y. La soluzione di questa equazione fu tradizionalmente attribuita a William Brouncker nel 1657, sebbene il suo metodo fosse più difficile del metodo chakravala.
- Il suo metodo per trovare le soluzioni del problema x2 – ny2 = 1 (la cosiddetta "Equazione di Pell") è di notevole interesse e importanza.
- Le soluzioni delle equazioni diofantee  del secondo ordine, come 61x2 + 1 = y2. Questa stessa equazione fu posta come problema nel 1657 dal matematico francese Pierre de Fermat, ma la sua soluzione in Europa rimase sconosciuta fino al tempo di Eulero nel XVIII secolo.
- Risolse le equazioni quadratiche con più di un'incognita e trovò le soluzioni negative e irrazionali.
- Il concetto preliminare di analisi matematica.
- Il concetto preliminare di calcolo infinitesimale insieme a notevoli contributi in direzione del calcolo integrale.
- Concepì il calcolo differenziale dopo aver scoperto la derivata e il coefficiente differenziale.
- Enunciò il teorema di Rolle, un caso speciale di uno dei più importanti teoremi dell'analisi, il teorema del valor medio. Nelle sue opere si trovano anche tracce del teorema del valor medio.
- Calcolò le derivate delle funzioni trigonometriche e le loro formule. (v. la sezione Calcolo più sotto.)
- Nel Siddhanta Shiromani, Bhāskara sviluppò la trigonometria sferica  insieme ad alcuni altri risultati trigonometrici. (v. la sezione Trigonometria più sotto.)

### Aritmetica
Il testo di aritmetica di Bhāskara, il Lilavati, copre i seguenti argomenti: le definizioni, i termini aritmetici, il computo dell'interesse, le progressioni aritmetiche e geometriche, la geometria piana, la geometria solida, l'ombra dello gnomone, i metodi per risolvere le equazioni indeterminate, e le combinazioni. Il Lilavati è diviso in 13 capitoli e copre molti rami della matematica (l'aritmetica, l'algebra, la geometria e un po' di trigonometria e misurazione). Più specificamente copre:
- Definizioni.
- Le proprietà dello zero  (inclusa la divisione e le regole delle operazioni con lo zero).
- Un'ulteriore elaborazione numerica estesa, compreso l'uso dei numeri negativi e irrazionali.
- La stima di π.
- I termini aritmetici, i metodi di moltiplicazione e l'elevamento al quadrato.
- La regola inversa della quarta proporzionale e le regole del 3, 5, 7, 9 e dell'11.
- I problemi che implicano l'interesse e il computo dell'interesse.
- Le progressioni aritmetiche e geometriche.
- La geometria piana geometria piana.
- La geometria solida geometria solida.
- Le permutazioni e le combinazioni.
- Le equazioni indeterminate (Kuttaka), le soluzioni intere (primo e secondo ordine). I suoi contributi a questo argomento sono particolarmente importanti, poiché le regole che dà sono (in effetti) identiche a quelle date dai matematici rinascimentali europei del XVII secolo; tuttavia la sua opera era del XII secolo. Il metodo di risoluzione costituì un miglioramento dei metodi che si trovano nell'opera di Aryabhata e dei matematici successivi.
- L'ombra dello gnomone.

La sua opera è rilevante per la sua sistematizzazione, per il miglioramento dei metodi e per i nuovi argomenti da lui introdotti. Inoltre il Lilavati comprendeva eccellenti problemi ricreativi e si pensa che, secondo le probabili intenzioni di Bhāskara, chi studiava il Lilavati si dovesse interessare all'applicazione pratica del metodo.

### Algebra
Il suo Bijaganita ("Algebra") era un'opera in dodici capitoli. Fu il primo testo a riconoscere che un numero positivo ha due radici quadrate (una radice quadrata positiva e una negativa). La sua opera Bijaganita è effettivamente un trattato sull'algebra e comprende i seguenti argomenti:
- I numeri positivi e negativi.
- Lo zero.
- L'"incognita" (include la determinazione di quantità incognite).
- La determinazione di quantità incognite.
- I numeri irrazionali (include la valutazione dei numeri irrazionali).
- Kuttaka (per risolvere le indeterminate  e le equazioni diofantee).
- Le equazioni semplici (indeterminate di secondo, terzo e quarto grado).
- Le equazioni semplici con più di un'incognita.
- Le equazioni quadratiche indeterminate (del tipo ax2 + b = y2).
- Le soluzioni delle equazioni indeterminate di secondo, terzo e quarto grado.
- Le equazioni quadratiche.
- Le equazioni quadratiche con più di un'incognita.
- Le operazioni con i prodotti di diverse incognite.

Bhāskara derivò il metodo chakravala, di tipo ciclico, per risolvere le equazioni quadratiche indeterminate della forma ax2 + bx + c = y. Il metodo di Bhāskara per trovare le soluzioni del problema Nx2 + 1 = y2 (la cosiddetta "equazione di Pell") è di notevole importanza. Diede le soluzioni generali per
- L'"equazione di Pell" usando il metodo chakravala.
- L'equazione indeterminata quadratica usando il metodo chakravala.

Risolse anche:
- Le equazioni cubiche.
- Le equazioni quartiche.
- Le equazioni cubiche indeterminate.
- Le equazioni quartiche indeterminate.
- Le equazioni polinomiali indeterminate di ordine superiore.

### Trigonometria
Il  Siddhanta Shiromani (scritto nel 1150) dimostra che Bhāskara conosceva la trigonometria, incluse la tavola del seno e le relazioni fra le diverse funzioni trigonometriche. Scoprì anche la trigonometria sferica insieme ad altri interessanti risultati trigonometrici. In particolare, Bhāskara parve più interessato alla trigonometria di per sé stessa rispetto ai suoi predecessori che la vedevano solo come strumento per il calcolo. Fra i molti risultati interessanti ottenuti da Bhāskara, nelle sue opere si trovano, scoperti per la prima volta, i risultati ora noti per {\displaystyle \sin \left(a+b\right)} e {\displaystyle \sin \left(a-b\right)}:
- {\displaystyle \sin \left(a+b\right)=\sin(a)\cos(b)+\cos(a)\sin(b)}
- {\displaystyle \sin \left(a-b\right)=\sin(a)\cos(b)-\cos(a)\sin(b)}

### Calcolo
La sua opera, il Siddhanta Shiromani, è un trattato astronomico e comprende molte teorie che non si trovano in opere precedenti. Sono di particolare interesse i concetti preliminari di calcolo infinitesimale e di analisi matematica, insieme ad alcuni risultati di trigonometria, di calcolo differenziale e di calcolo integrale che si trovano nell'opera. Le prove dimostrano che Bhāskara era perfettamente a conoscenza del principio del calcolo differenziale e che le sue ricerche non erano per nulla inferiori all'opera di Newton di cinque secoli successiva, a parte il fatto che, a quanto pare, non comprese l'utilità delle sue ricerche e perciò molti storici della matematica in genere trascurano i suoi risultati rilevanti. Bhāskara inoltre approfondisce il "calcolo differenziale" e indica che il coefficiente differenziale si annulla a un valore estremo della funzione, mostrando di conoscere il concetto di "infinitesimale".
- Dà anche i risultati ora noti  {\displaystyle \sin \left(a+b\right)} e {\displaystyle \sin \left(a-b\right)}.
- Nella sua opera c'è la prova di una forma primitiva del teorema di Rolle:
  - Se {\displaystyle f\left(a\right)=f\left(b\right)=0} allora {\displaystyle f'\left(x\right)=0} per qualche {\displaystyle \ x} con {\displaystyle \ a<x<b}.
- Fu il primo a calcolare il differenziale di {\displaystyle \ \sin(x)} come {\displaystyle d\left(\sin(x)\right)=\cos \left(x\right)dx}.
  - Bhāskara usa questo risultato per calcolare l'angolo di posizione dell'eclittica, un valore richiesto per prevedere con precisione il momento di un'eclisse.
- Nel calcolare il moto istantaneo di un pianeta, l'intervallo di tempo fra le posizioni successive dei pianeti non era maggiore di un truti, o 1/33750 di secondo, e la misura della sua velocità fu espressa in questa unità di tempo "infinitesimale".
- Era consapevole che, quando una variabile raggiunge il valore massimo, il suo differenziale si annulla.
- Mostrò anche che, quando un pianeta si trova nel punto più lontano o nel punto più vicino alla Terra, l'equazione del centro (la misura di quanto sia lontano un pianeta dalla posizione in cui si prevede che si trovi, supponendo che si muova di moto uniforme) si annulla. Perciò concluse che, per qualche posizione intermedia, il differenziale dell'equazione del centro è uguale a zero. In questo risultato, ci sono tracce del teorema generale del valor medio, uno dei più importanti teoremi dell'analisi matematica, che oggi si fa derivare solitamente dal teorema di Rolle. Il teorema del valor medio fu trovato successivamente da Parameshvara nel XV secolo nel Lilavati Bhasya, un commento al Lilavati di Bhāskara.

Madhava (1340-1425) e i matematici della Scuola del Kerala (incluso Parameshvara), fra il XIV secolo e il XVI secolo, progredirono sull'opera di Bhāskara e portarono ancor più avanti lo sviluppo del calcolo infinitesimale in India.

## Astronomia
Lo studio dell'astronomia nelle opere di Bhāskara si basa sul sistema solare eliocentrico di gravitazione, precedentemente proposto da Aryabhata nel 499, in cui i pianeti seguono un'orbita ellittica intorno al Sole, e sulla legge di gravità descritta da Brahmagupta nel VII secolo. I contributi di Bhāskara all'astronomia comprendono precisi calcoli di molti risultati astronomici basati su questo sistema solare eliocentrico di gravitazione.  Uno di questi contributi è il suo calcolo preciso dell'anno siderale, il tempo impiegato dalla Terra per orbitare intorno al Sole, di 365,2588 giorni. Il valore accettato oggi è di 365,2596, con la differenza di un solo minuto.
Il suo testo di astronomia matematica Siddhanta Shiromani è scritto in due parti: la prima parte sull'astronomia matematica e la seconda sulla sfera. 
I dodici capitoli della prima parte comprendono argomenti come:
- Le longitudini medie dei pianeti.
- Le vere longitudini dei pianeti.
- I tre problemi della rotazione diurna.
- Le sizigie.
- Le eclissi lunari.
- Le eclissi solari.
- Le latitudini dei pianeti.
- Le albe e i tramonti.
- Il quarto di luna.
- Le congiunzioni dei pianeti gli uni con gli altri.
- Le congiunzioni dei pianeti con le stelle fisse.
- Le macchie del Sole e della Luna.

La seconda parte comprende tredici capitoli sulla sfera. Copre argomenti come:
- L'elogio dello studio della sfera.
- La natura della sfera.
- La cosmografia e la geografia.
- Il moto planetario medio.
- Il modello epiciclico eccentrico dei pianeti.
- La sfera armillare.
- La trigonometria sferica.
- La determinazione dell'ellisse.
- I primi avvistamenti dei pianeti.
- Il calcolo del quarto lunare.
- Gli strumenti astronomici.
- Le stagioni.
- I problemi dei calcoli astronomici.

Mostrò anche che, quando un pianeta si trova nel punto più lontano o nel punto più vicino alla Terra, l'equazione del centro (la misura di quanto sia lontano un pianeta dalla posizione in cui si prevede che si trovi, supponendo che si muova di moto uniforme) si annulla. Perciò concluse che, per qualche posizione intermedia, il differenziale dell'equazione del centro è uguale a zero.

## Curiosità
Nella storia a fumetti Disney Le lezioni di Pico: la matematica di Brigitta (di Nino Russo e Roberto Marini) viene presentata, anche se con delle differenze, la leggenda del matrimonio di Lilavati, qui chiamata Nenevati.